# Peer Joechel
Peer Joechel (ur. 6 marca 1967 w Kilonii) – niemiecki bobsleista, złoty medalista mistrzostw świata.

## Kariera
Największy sukces w karierze osiągnął w 1993 roku, kiedy wspólnie z Christophem Langenem zwyciężył w dwójkach podczas mistrzostw świata w Igls. Był to jednak jego jedyny medal wywalczony na międzynarodowej imprezie tej rangi. Poza tym zdobył także złoty medal w dwójkach na mistrzostwach Europy w La Plagne w 1994 roku oraz srebrny w tej konkurencji na rozgrywanych trzy lata wcześniej mistrzostwach Europy w Cervinii. Nigdy nie wystąpił na igrzyskach olimpijskich.